# 最上川ふるさと総合公園

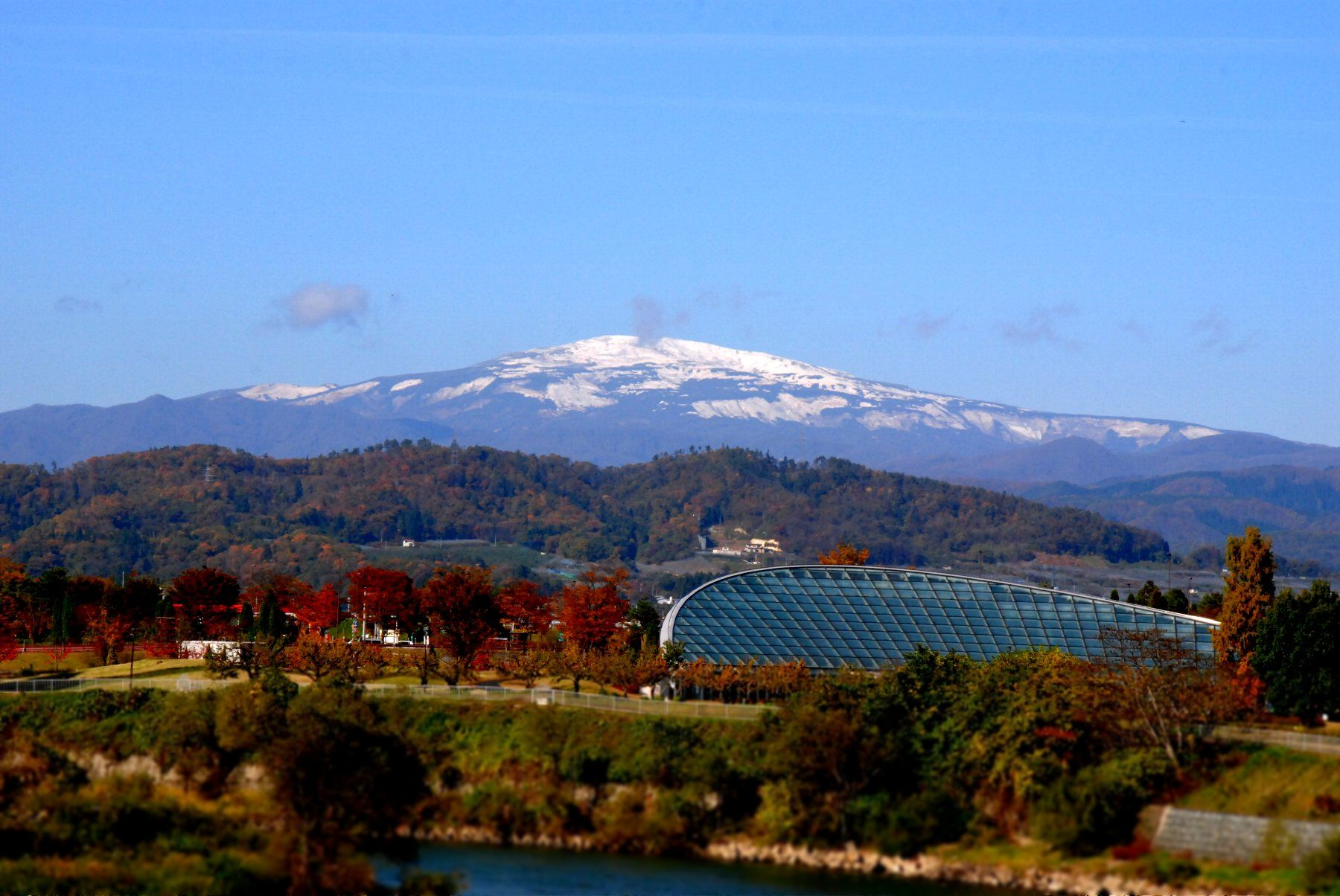
最上川ふるさと総合公園と月山

最上川ふるさと総合公園（もがみがわふるさとそうごうこうえん）は山形県寒河江市にあり、「山形の自然と文化交流」をテーマとした公園である。チェリークアパークとも呼ばれる。最上川がすぐ隣に流れ、月山、蔵王山、朝日連峰を背景にし、自然とふれあえる公園となっている。また、サクランボをはじめとした果樹を栽培している。
2000年4月、全国で13番目のハイウェイオアシスとして、東北横断自動車道酒田線の寒河江サービスエリアと最上川ふるさと総合公園が一体となった寒河江ハイウエイオアシスとして開設した。寒河江サービスエリアから徒歩で直接入場できるようになっている。

## 主な施設
- センターハウス
- フラワーガーデン
- フルーツガーデン
- パークゴルフ場
- 寒河江スケートパーク - 東北最大級のコンクリートパーク
- ドッグラン
- 高瀬山古墳（復元）
- イベント広場
- 第二駐車場 - 寒河江ハイウエイオアシスの玄関口で、上り車線が179台、下り車線が269台、計478台の駐車が可能である。

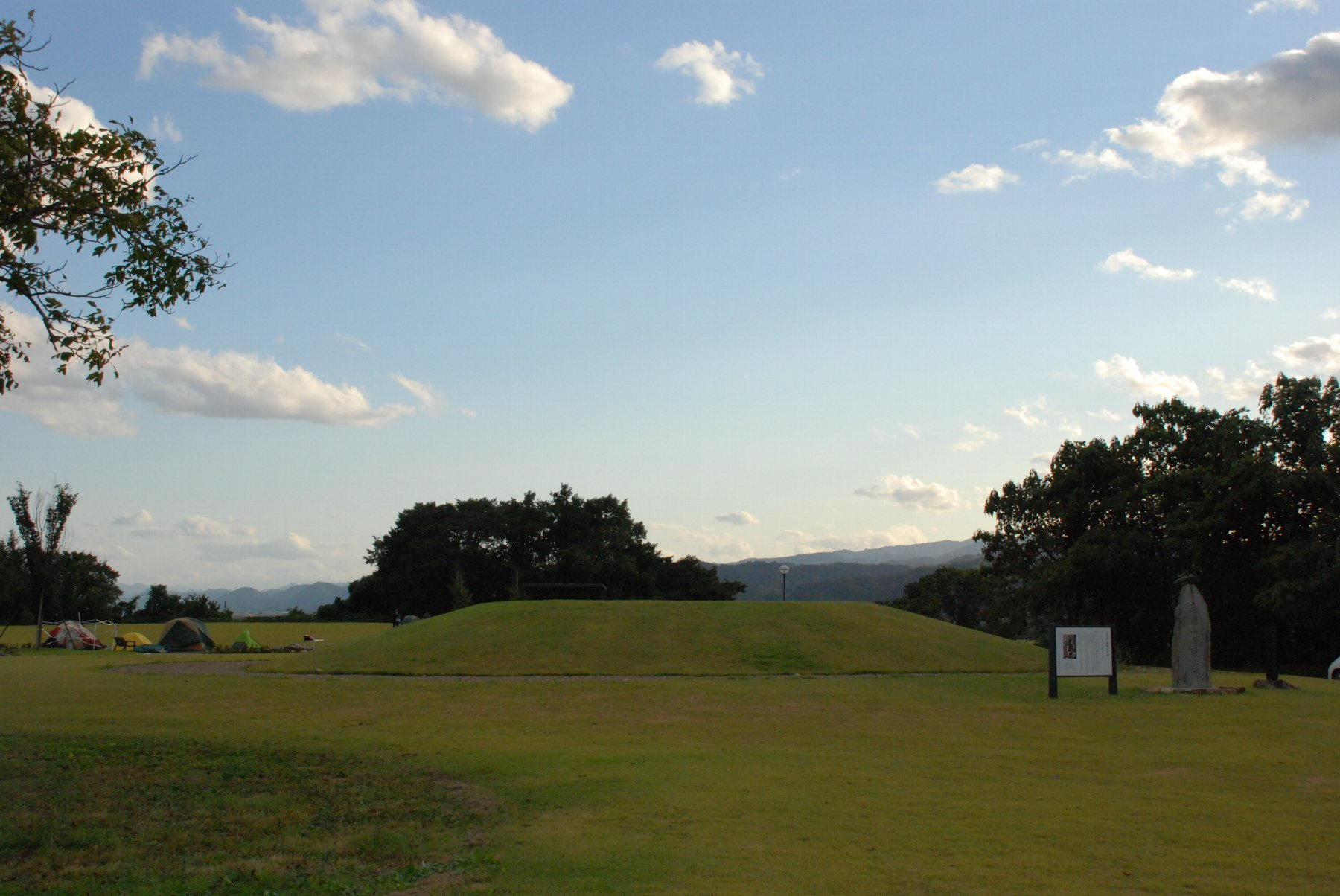
高瀬山古墳

## 所在地
- 住所：山形県寒河江市大字寒河江字山西甲1269

## 交通アクセス

### 公共交通機関
- 左沢線、寒河江駅下車、タクシーで5分

### 自動車
- 山形自動車道 寒河江ICから3km

### 飛行機
- 山形空港からタクシーで20分

## その他
- 全国都市緑化フェアとして、2002年に行われたやまがた花咲かフェア'02の開催地である。